# Bergkwartier (Amersfoort)
Het Bergkwartier is een gebied en van oudsher een wijk in Amersfoort. Het is administratief ingedeeld in twee wijken De Berg-zuid en De Berg-noord. De wijk ligt op de Amersfoortse Berg op ca. 44 meter boven NAP. De wijk kenmerkt zich door de grote jaren 30 woningen en het vele groen. Het wordt daarom door velen als een villawijk aangemerkt. Een groot deel van Bergkwartier werd op 30 juni 2007 definitief aangewezen als Rijksbeschermd gezicht Amersfoort - Bergkwartier. Het beschermd gezicht beslaat een oppervlakte van 214,4 hectare.

## Geschiedenis
De eerste melding van de naam "Bergh" stamt uit een rechterlijke uitspraak over landbouwgrond uit 1394. In de 18e eeuw werd de Galgenberg gebruikt om de stoffelijke overschotten van misdadigers tentoon te stellen. Dit werd gedaan om de mensen af te schrikken, een vaker voorkomende methode in die tijd.
Pas in de tweede helft van de 19e eeuw kwam er bebouwing op de Berg. Met de aanleg van de spoorlijn Utrecht - Kampen in 1863 besloten ook enkele welgestelde burgers uit Amersfoort om landhuizen te bouwen buiten de stad op de Berg. In 1889 werd de Juliana van Stolbergkazerne gebouwd op de Berg, dit zou het begin zijn van de aanwezigheid van Defensie in Amersfoort.
Het Belgenmonument verbindt Amersfoort met de Eerste Wereldoorlog. Het monument werd door België geschonken aan Nederland voor de opvang van Belgische vluchtelingen.

## Bebouwing
Rond de eeuwwisseling van de 19e naar de 20e eeuw begon men pas met serieuze bebouwing. Hierbij zocht men inspiratie bij Engelse landschapsarchitecten die veel gebruik maakte van bochtige wegen, iets wat ook vandaag de dag de wijk nog kenmerkt. De meeste bebouwing stamt van voor de Tweede Wereldoorlog. Na de oorlog zijn nog wel enkele flats toegevoegd die eind jaren '80 tot beschermde stadsgezichten werden benoemd. Door de hoge ligging was het ook zeer geschikt voor de bouw van een watertoren, die daardoor zelf minder hoog hoefde te zijn.
Het Bergkwartier ligt ten zuidwesten van het stadscentrum van Amersfoort. 

## Afbeeldingen

De Berg-noord
De Berg-zuid
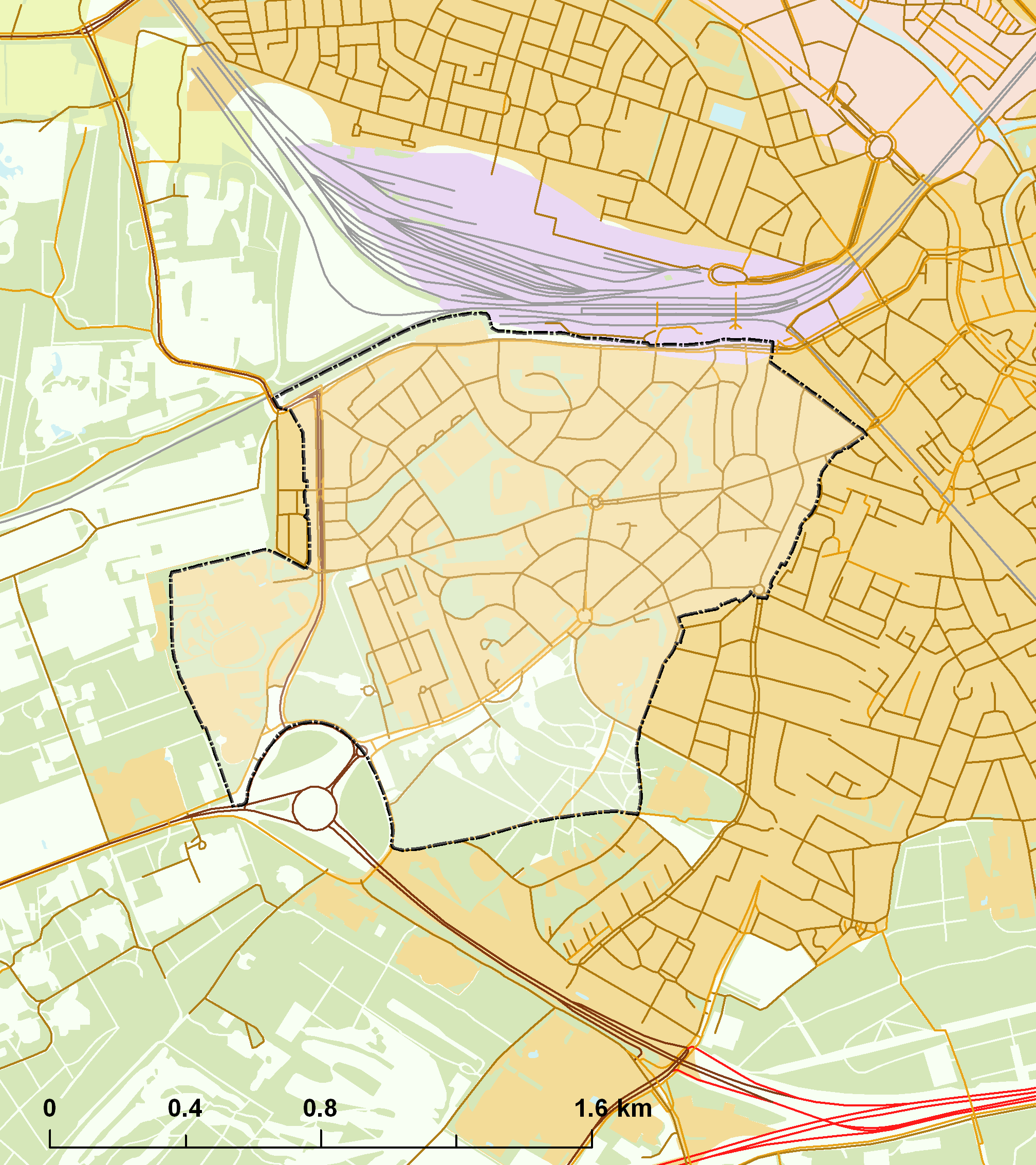
Rijksbeschermd gezicht Amersfoort - Bergkwartier
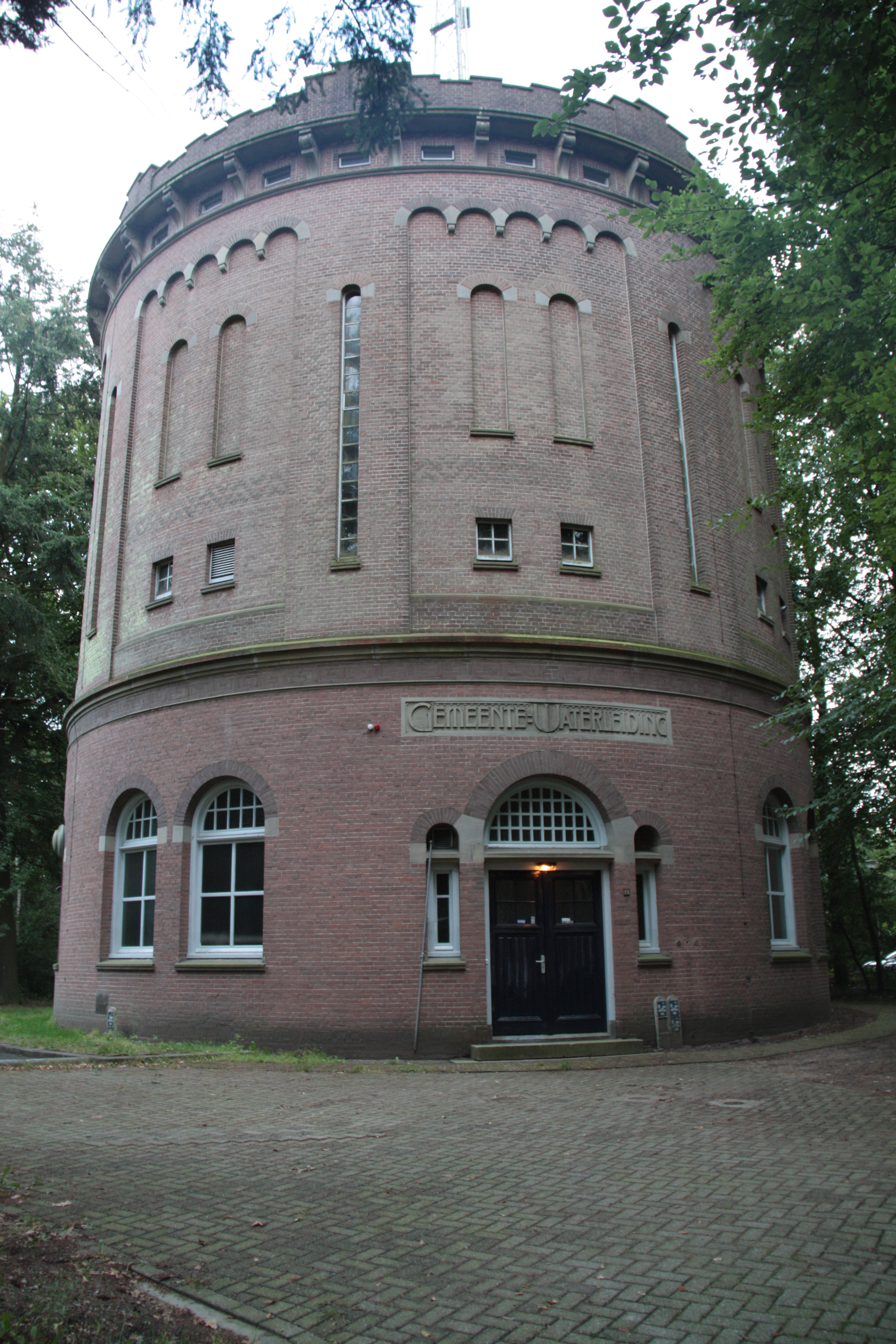
watertoren
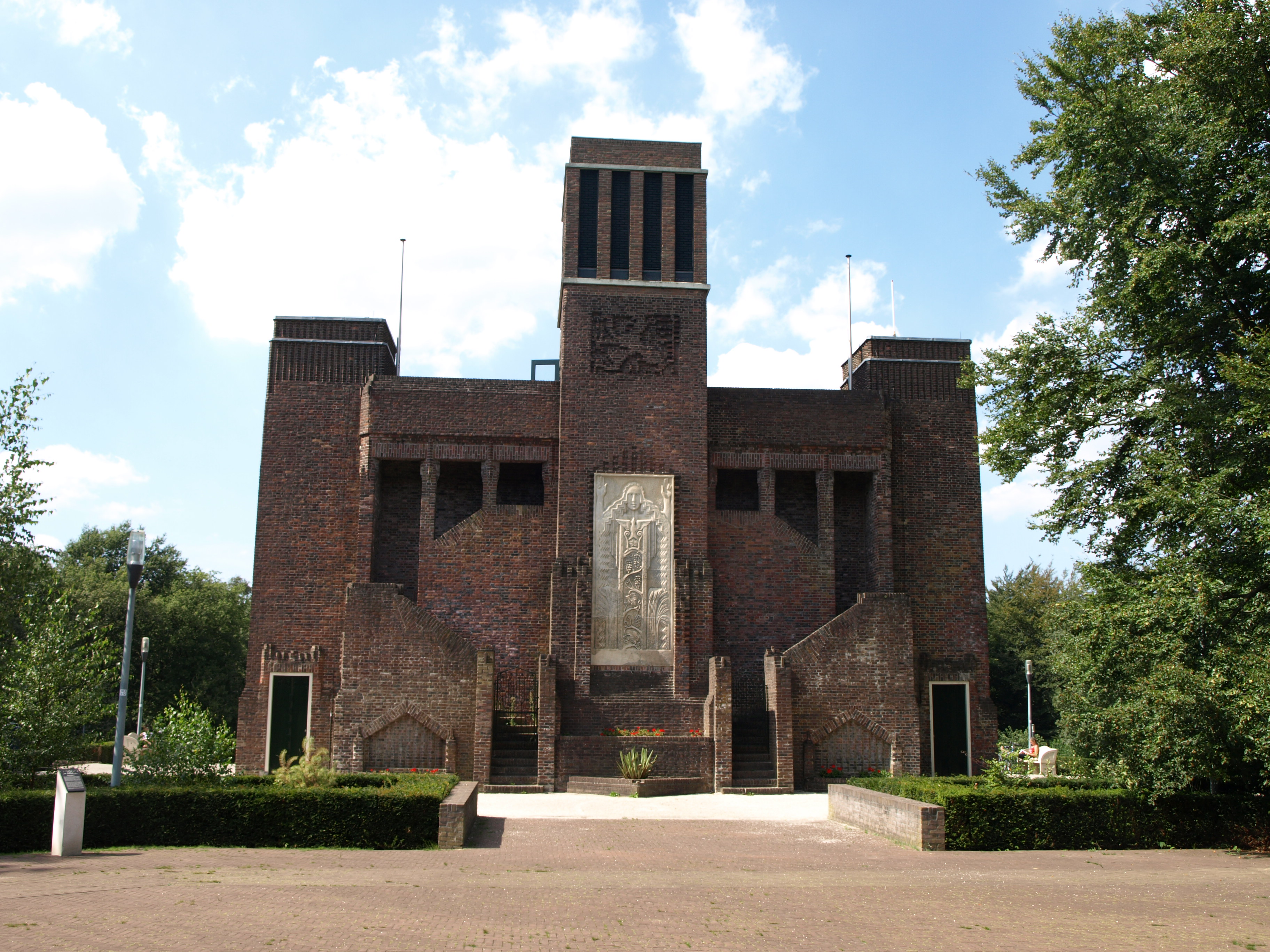
Belgenmonument